# Paul-Augustin Lapicque
Pour les articles homonymes, voir Lapicque.
Paul-Augustin Lapicque est un armateur, capitaine au long cours et entrepreneur français, né le 16 octobre 1873 à Épinal, dans les Vosges, et mort le 26 décembre 1949 à Hongay, au Vietnam.

## Biographie
Augustin Lapicque était le frère du physiologiste Louis Lapicque, ainsi que l'oncle du peintre Charles Lapicque.
Élève de l'École d'hydrographie de Paimpol, breveté capitaine au long cours en 1898, il navigue à la voile jusqu'en 1904, et est ensuite représentant de la Compagnie des Indes, de Vladivostok au Golfe Persique. 
C'est en 1902 que, conquis par la baie de Launay, à Ploubazlanec, il fait construire la maison de Notéric et y installe ses parents. 
En 1912, il s'installe à son compte au Tonkin, à Haïphong, au nord du Vietnam actuel. Il y fait venir sa femme, Jeanne Yvain, et sa fille unique, Paule Lapicque, en 1914. Il crée des activités d'armateur, d'industriel, de planteur et de bâtisseur dans le contexte colonial,, qui prend fin avec la Guerre d'Indochine. 
Durant cette période ponctuée de séjours en France, il continue d'acquérir les parcelles proches de la maison de Notéric, mais aussi les landes et les rochers inclus dans son paysage. Ces lieux deviendront plus tard la Réserve Paule Lapicque, après la mort de sa fille en 2001. 
Augustin Lapicque décède en 1949 au Vietnam, ruiné par neuf ans de guerre.

## Publications
- Note sur le canal de Hing-Ngan (Kouang-si), 1911.
- Sur le haut Yang-Tseu, guide du voyageur, extrait de la Revue indochinoise, 1912.
- Notes commerciales sur le Ze-Tchuen et ses débouchés actuels, extrait du Bulletin de la Société de géographie commerciale de Paris, 1914.
- La guerre européenne et le commerce japonais en Extrême-Orient, 1915.
- À propos des projets américains sur le Grand canal, 1916.
- Note sur la marine marchande japonaise, suivie de quelques réflexions sur la situation du pavillon français en Extrême-Orient, 1916.
- À propos de l'Indochine : le port du golfe du Tonkin, le débloquement du Laos, la flotte indochinoise, 1922.
- À propos des îles Paracels, 1929.
- De Hanoï à Paris par terre et retour, 1929.
- Le port du Tonkin, conférence faite à la Société de géographie de Hanoi, 1932.
- À propos du port du Tonkin, 1940.